# Practicum

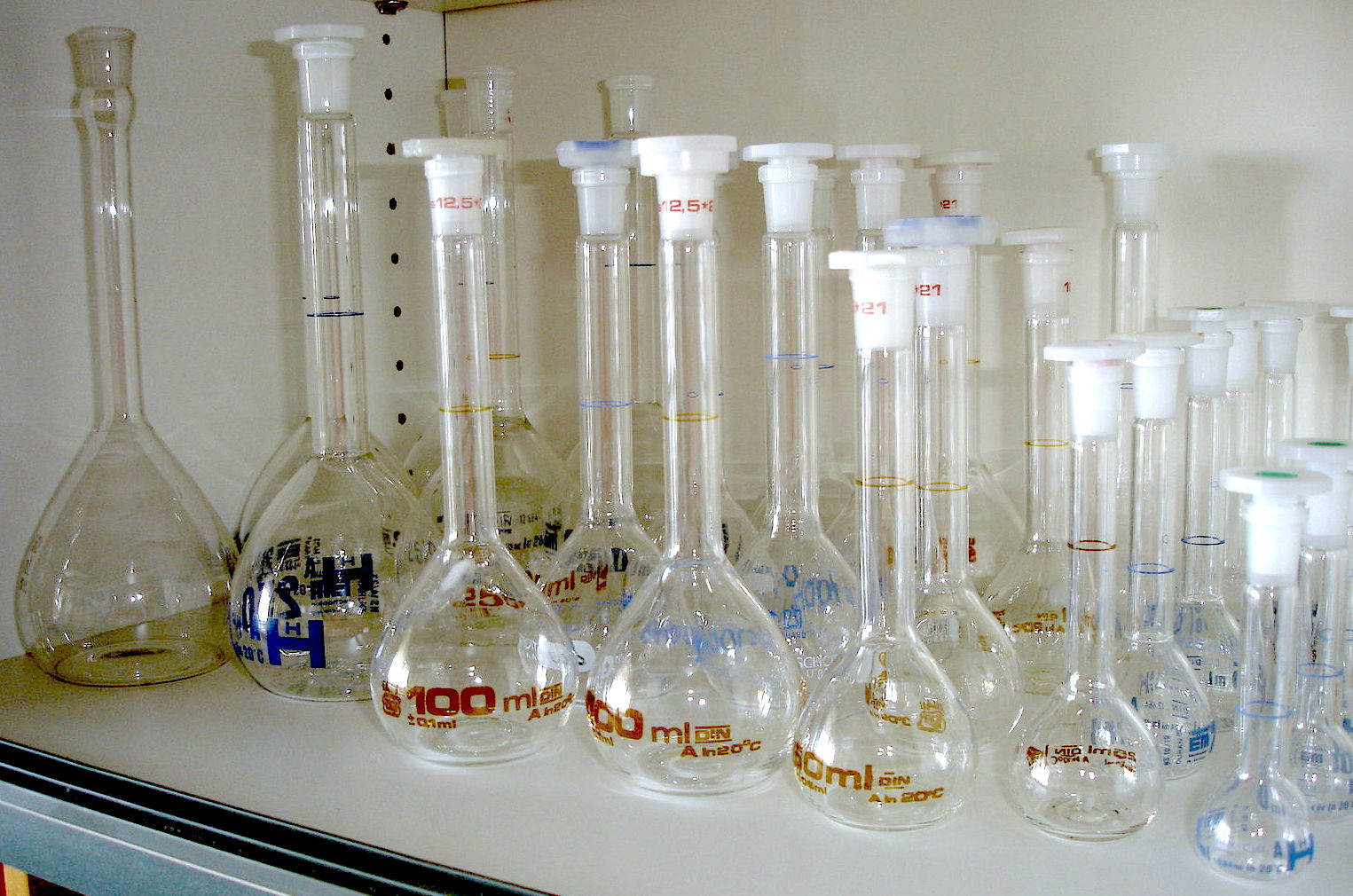
Glazen maatkolven van 50, 100 en 250 ml met stopjes voor scheikundige practica.

Een practicum (meervoud: practica) is een praktische opdracht voor leerlingen of studenten om bepaalde leerstof beter te begrijpen of vaardigheden te oefenen. Tijdens een practicum is er doorgaans begeleiding aanwezig die de leerlingen of studenten kan assisteren bij het uitvoeren van het practicum. Op de middelbare school worden practica gedaan bij de vakken natuurkunde, scheikunde en biologie. Hiervoor heeft een middelbare school vaak één of meer speciale practicumlokalen. In zo'n practicumlokaal zijn alle hulpmiddelen aanwezig die nodig zijn om de practica te kunnen uitvoeren.
Bij practica op universiteiten en hogescholen zijn vaak student-assistenten aanwezig om de studenten te begeleiden. Op de middelbare school is er vaak een practicumleider, meestal de docent en een toa (technisch onderwijs assistent) die opdrachten geven en waar vragen aan gesteld kunnen worden. 
Een talenpracticum is een inrichting om een taal bijvoorbeeld met een computer te oefenen.